# Карлхајнц Дешнер
Карлхајнц Дешнер (Бамберг, 23. мај 1924 — Хасфурт, 8. април 2014) био је немачки приповедач, књижевни критичар, есејиста, историчар филозофије и историчар идеја.

## Биографија
Дешнер је рођен у Бамбергу 23. маја 1924. године. Одрастао је у католичкој породици (мајка, Маргарета Каролина протестанткиња прешла је у католицизам). Најстарији од троје деце, школовао се у семеништу фрањевачког реда (Franziskanerseminars) у Детелбаху на Мајни, у чијем је конаку једно време и становао.
Гимназију је завршио у Бамбергу код кармелићана. Од 1942. године био је добровољац у падобранским јединицама немачке војске. Неколико пута је рањаван. После рата, закратко, ванредно студира шумарство у Минхену, али од 1946. године на факултету у Бамбергу студира на филозофско-теолошком факултету: право, теологију, филозофију и психологију. Потом, Дешнер прелази у Вирцбург где од 1947. до 1951. студира новију немачку књижевност, филозофију и историју. Докторирао је, 1951. године у Вирцбургу са дисертацијом Лирика Николауса Ленауа као израз метафизичког очајања.
Исте године оженио се са Елфи Туч. Имају троје деце Катју (1951), Бебеа (1958) и Томаса (1959 — 1984).
Иако приповедач, есејиста и књижевни критичар, Дешнер је изнад свега писац дела из историје цркве. Од близу педесет књига, колико је објавио, највећи број наслова посветио је криминалној историји западног хришћанства, која је најављена књигом С Богом и фашистима (1965) а потврђена обимном, мултидисциплинарном и кохерентном студијом у два тома под насловом: Један век историје спасења (1982).
Карлхајнц Дешнер је искључен од Светих тајни 5. септембра 1951. али тада није и екскомунициран из римокатоличке вере, па му је црквени порез уредно одбијан све до напуштања папске цркве. Суђено му је, 1971. године, у Нирнбергу због клеветања хришћанства иако се у својим делима превасходно бавио криминалном историјом папства.
Дешнер објављује приче, књижевне критике, есеје, афоризме, и пре свега, текстове из критичке теорије религије и цркве. Годинама не престаје да очарава и провоцира своју публику на више од 2.000 предавања, само до сада.
Карлхајнц Дешнер је критиковао Хермана Хесеа а валоризовао „фатално потцењене писце“ као што су Роберт Музил или Херман Брох. Углед је зарана стекао изван Немачке, будући да су његови радови превођени на арапски, француски, грчки, италијански, холандски, норвешки, пољски, руски, шпански и српски језик.
Немиран и интелектуално знатижељан дух лишио је Дешнера уобичајене универзитетске каријере, па је тек 1987. позван да буде предавач на Универзитету у Минстеру (само током летњег семестра) у оквиру теме о криминалној историји западног хришћанства. Али му је, као јеретику који не болује од моралне лењости, за просветитељски ангажман и књижевни рад додељено пет престижних признања у које спадају и: Арно-Шмит (1988), Међународна награда хуманиста (1993), Алтернативна Бихнерова награда (1993) и Фојербахова награда (2001).
За иностраног члана Српске академије наука и уметности изабран је на изборној Скупштини САНУ 2. новембра 2006. године.